# (400191) 2006 XL20
(400191) 2006 XL20 es un asteroide perteneciente al cinturón de asteroides, descubierto el 23 de octubre de 2006 por el equipo del Mount Lemmon Survey desde el Observatorio del Monte Lemmon, Arizona, Estados Unidos.

## Designación y nombre
Designado provisionalmente como 2006 XL20.

## Características orbitales
2006 XL20 está situado a una distancia media del Sol de 2,863 ua, pudiendo alejarse hasta 3,070 ua y acercarse hasta 2,657 ua. Su excentricidad es 0,072 y la inclinación orbital 9,363 grados. Emplea 1770,15 días en completar una órbita alrededor del Sol.

## Características físicas
La magnitud absoluta de 2006 XL20 es 16,4.